# Tumblepop
Tumblepop (タンブル・ポップ?), anche noto come Tumble Pop, è un videogioco arcade sviluppato e pubblicato nel 1991 da Data East. Convertito per Game Boy, il titolo è stato distribuito nel 2012 per Nintendo 3DS tramite Virtual Console.
Nel 1992 è uscito un sequel, Diet Go Go.

## Modalità di gioco
Tumblepop è un platform fantascientifico che combina elementi di Snow Bros, Bubble Bobble, Pang e Bomb Jack. Attraverso vari mondi, due "acchiappafantasmi" dotati di un particolare aspirapolvere devono catturare i nemici comuni di ogni scenario, per poi rilanciarli, provocandone così l'eliminazione: se questi ultimi rimangono per più di 5 secondi negli aspirapolvere, si libereranno, uccidendo i protagonisti subito dopo. Alla fine di ogni mondo - 10 in tutto - c'è da affrontare il boss di turno: per eliminarlo, occorre lanciargli addosso un buon numero di nemici comuni risucchiati con l'aspirapolvere. Nell'ultimo mondo, prima del boss finale (uno scienziato pazzo trasformato in cyborg), bisognerà affrontare nuovamente quelli dei precedenti livelli, uno alla volta: nell'ordine, una piovra, un drago fiammeggiante, una bambola Daruma, un clown, un robot, il Genio della lampada, una pianta carnivora bicefala, un gigantesco pupazzo di neve e il Mostro di Flatwoods.
Gli scenari devono essere ripuliti in breve tempo: dopo un po' infatti apparirà un vampiro, letale al solo tocco. Non può essere ucciso in nessun modo, e nel suo vagare sullo schermo diventa sempre più veloce: sparirà però se il giocatore nel frattempo sarà riuscito a togliere di mezzo i nemici.
Nel videogioco sono presenti riferimenti ad altri titoli della Data East tra cui Joe & Mac e Chelnov.
La versione Game Boy ha inoltre un mondo segreto da esplorare, all'interno del quale si possono affrontare i livelli in qualsiasi ordine e ottenere anche alcuni power up.